# Fabio Massa
Pour les articles homonymes, voir Massa.
Fabio Massa, né le 24 mars 1984 à Castellammare di Stabia (Ville métropolitaine de Naples), est un réalisateur, scénariste, producteur, monteur et écrivain italien.

## Biographie
En 2018, le festival Inventa un Film à Lenola accorde le prix du meilleur réalisateur à Fabio Massa pour son film Æffetto Domino.
En 2025, Fabio Massa est membre du jury de la 47e édition du Festival international du film de Moscou.

## Filmographie

### Réalisation
- 2010 : Linea di Konfine[4]
- 2017 : Æffetto domino[5]
- 2019 : Mai per sempre
- 2024 : Global Harmony[6],[7],[8]